# شعلة الإشارة (فلم)
شعلة الاشارة هو فيلم درامي امريكي صامت  صدر عام 1915 من اخراج تشارلز سوكارد وبطولة هنري وودروف ، تسورو اوكي ،  وريا ميتشل يتناول الفيلم قصة درامية تتعلق بالتضحية والشجاعة وسط أحداث مثيرة ومؤثرة

## الطاقم
1. Henry Woodruff as Harry Dickson - هنري وودروف باسم هاري ديكسون
2. Tsuru Aoki as Janira - تسورو آوكي باسم جانيرا
3. Rhea Mitchell as Elsa Arlington - ريا ميتشل باسم إلسا أرلينغتون
4. J. Frank Burke as Ram Dass - فرانك بيرك باسم رام داس
5. Louis Morrison as Prince Chandra - لويس موريسون باسم الأمير تشاندرا
6. J. Barney Sherry as Muhmed - بارني شيري باسم محمد
7. Roy Laidlaw as Hawes - روي لايدلو باسم هاوس
8. Joseph J. Dowling as Baron (credited as Joseph Dowling) - جوزيف ج. داولينغ باسم بارون (مذكور كجوزيف داولينغ)

## روابط خارجية
- شعلة الإشارة  في قاعدة بيانات الأفلام على الإنترنت (بالإنجليزية)

قالب:Charles Swickard